# Sverker Karlsson den yngre
Sverker Karlsson den Yngre (1164 – 1210) var konge af Sverige i tidsrummet 1196-1208. Han blev kaldt for den Yngre for at adskille ham fra Sverker Karlsson den Ældre. 

## Reddet i Danmark
Sverker den Yngre var søn af kong Karl Sverkersson og dronning Kristina Stigsdatter Hvide. Efter at faderen Karl Sverkersson blev dræbt i 1167 af Knut Eriksson på Visingsö, blev den tre år gamle Sverker sendt til Danmark, hvor han voksede op hos sin mors slægt. Ved kong Knut Erikssons død i 1195 blev han som mindreårig taget til konge uden strid takket være jarlen Birger Brosa. Han førte en kirkevenlig politik, og i 1200 stadfæstede han i Uppsala det ældst kendte kirkeprivilegium i Sverige.

## Afsat med norsk hjælp
I 1202 døde Birger Brosa. Allerede i tidsrummet 1203-1204 var der strid med kong Knuts fire sønner, som hidtil havde været ved hoffet, men som nu måtte flygte til Norge. Sverkers kongedømme havde været omstridt på grund af Eriksslægtens tilstedeværelse i Sverige. I efteråret 1205 kom kong Knuts sønner tilbage, nu støttet af de norske, krigsvante birkebeinere, men blev alligevel slået i slaget ved Älgarås i Tiveden hvor tre af brødrene, Jon Knutsson, Knut Knutsson og Joar Knutsson, blev dræbt. Den eneste af brødrene, som overlevede slaget var Erik Knutsson som med hjælp af sine norske hærmænd reddede sig tilbage til Norge. 
I Norge opbyggede han med norsk støtte en ny hær og kom tilbage i januar 1208 og vandt i slaget ved Lena kongsgård over kong Sverkers danske lejehær, ledet af kongens svigerfar Ebbe Sunesen, bror til Anders Sunesen, ærkebiskoppen i Lund. Da de danske soldater flygtede, tog kong Sverker den Yngre med dem tilbage til Danmark, og Erik Knutsson blev valgt til konge.
I 1208 forsøgte pave Innocens III at gribe ind på Sverker den Yngres vegne, men forgæves. Erik Knutsson mødte Sverker ved Gestilren i 1210 i nærheden af Lena (i dag Kungslena) i Västergötland den 17. juli og sejrede igen, mens Sverker mistede livet. Samme år blev kong Erik kronet.
Slaget ved Gestilren markerede afslutningen på den lange magtkamp mellem de to kongeslægter, Erikslægten og Sverkerslægten. Efter næsten et århundrede med konflikter, strid og mord blev de politiske forhold i Sverige endelig stabiliseret, og der skete en konsolidering af riget.

## Ægteskab og børn

### Første ægteskab
- Gift i 1190 med Benedicte Ebbesdatter, født ca 1170 i Knardrup, København, Danmark.

Børn:
- Helena Sverkersdatter af Sverige, gift med lagmannen i Vestergøtland, jarl Sune Folkesson af Bjälboslægten.
- Margareta Sverkersdatter af Sverige, født ca 1192.
- Karl Sverkersson den yngre, født ca 1195.
- Kristina Sverkersdatter af Sverige, født ca 1199, gift med prins Heinrich Burwin II af Mecklenburg.

### Andet ægteskab
Gift i ca. 1200 med Ingegerd Birgersdatter af Bjälboslægten, som var Birger Brosas datter.
Børn:
- Johan Sverkersson, født ca 1201. I 1202 døde Birger Brosa og Johan arvede titlen jarl.